# حسين علي زين
حسين علي زين (مواليد 27 يناير 1995) هو لاعب كرة قدم لبناني يلعب في مركز الظهير الأيمن في نادي العهد، ويلعب أيضًا في صفوف منتخب لبنان لكرة القدم.

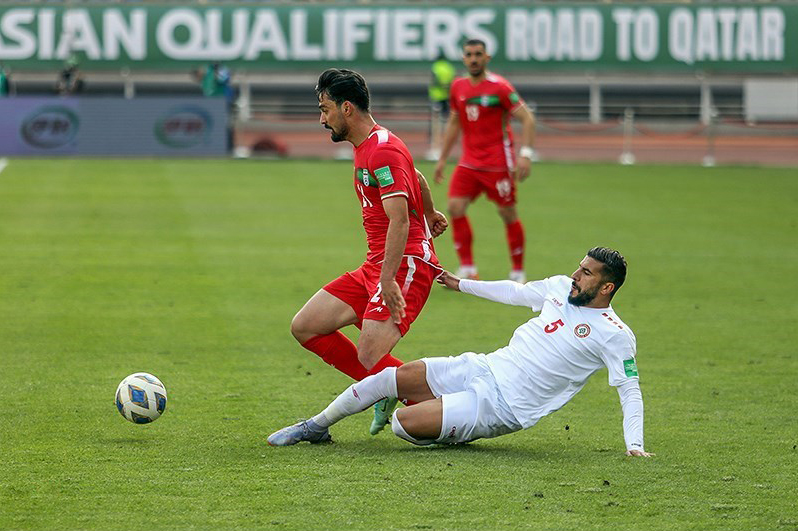
زين (يمين) مع المنتخب اللبناني ضد منتخب إيران لكرة القدم في 2022.

## روابط خارجية
- حسين علي زين على موقع إي إس بي إن إف سي (الإنجليزية)
- حسين علي زين على موقع قاعدة بيانات كرة القدم.إي يو (الإنجليزية)
- حسين علي زين على موقع ناشيونال فوتبول تيمز (الإنجليزية)
- حسين علي زين على موقع Soccerbase.com (لاعب) (الإنجليزية)
- حسين علي زين على موقع Soccerway.com (الإنجليزية)
- حسين علي زين على موقع عالم كرة القدم.نت (الإنجليزية)
- حسين علي زين على موقع كووورة